# Писаревский сельский совет (Золочевский район)
Писаревский сельский совет — входит в состав Золочевского района Харьковской области Украины.
Административный центр сельского совета находится в селе Писаревка.

## История
- 1920 — дата образования Писаревского сельского Совета депутатов трудящихся в составе ... волости Богодуховского уезда Харьковской губернии Украинской Советской Социалистической Республики.
- С марта 1923 года — в составе Золочевского района Богоду́ховского о́круга (затем, после его упразднения, Ахты́рского о́круга), с февраля 1932 — в Харьковской области УССР.
- После 17 июля 2020 года в рамках административно-территориальной реформы по новому делению Харьковской области[2][3] данный сельский совет, как и весь Золочевский район Харьковской области, был упразднён; входящие в него населённые пункты и его территории присоединены к … территориальной общине Богодуховского района.
- Сельсовет просуществовал 100 лет.

## Населённые пункты совета
- село Писаревка
- село Гурьев
- село Лемещино
- село Малыжино
- село Мерло
- село Морозова Долина
- село Рясное

### Ликвидированные населённые пункты
- село Стрелица